# Santiago Arias
Santiago Arias Naranjo (nascut el 13 de gener de 1992) és un futbolista colombià que juga com a lateral dret al FC Cincinnati. És internacional amb la selecció colombiana.

## Palmarès
PSV Eindhoven
- 3 Eredivisie: 2014-15, 2015-16, 2017-18.
- 2 Supercopa neerlandesa: 2015, 2016.

Atlético de Madrid
- 1 Supercopa d'Europa: 2018.[2]

Selecció Colombiana
- 1 Torneig Esperances de Toulon (sub-20): 2011.